# Panglaphyra ghanonggaensis
Panglaphyra ghanonggaensis är en skalbaggsart som beskrevs av Allard 1995. Panglaphyra ghanonggaensis ingår i släktet Panglaphyra och familjen Cetoniidae. Inga underarter finns listade i Catalogue of Life.